# 夸特塔

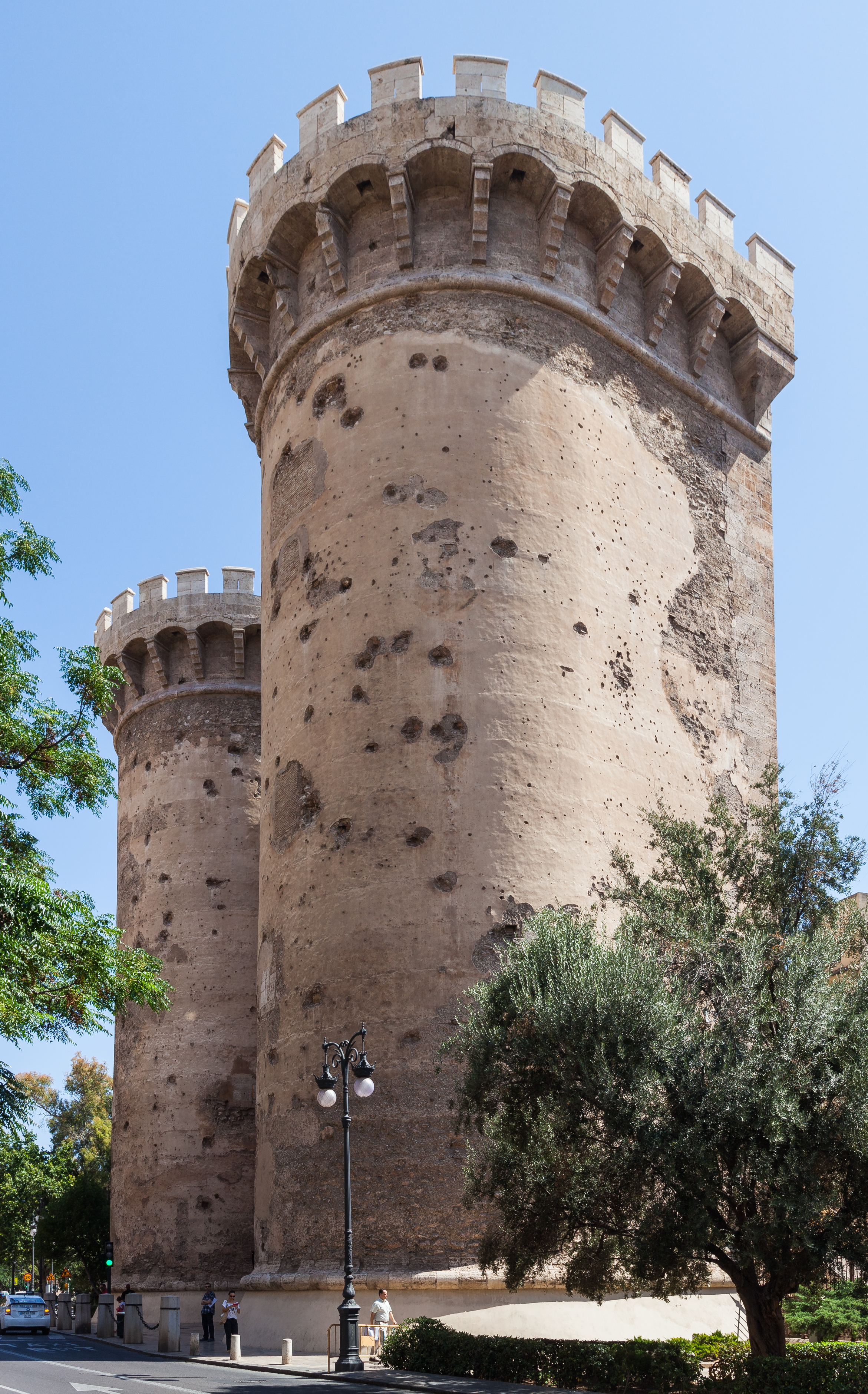

夸特塔（Torres de Quart）是西班牙巴伦西亚中世纪城墙至今尚存的两个城门之一，位于吉伦·德卡斯特罗街（calle Guillén de Castro）和夸特街（calle Quart）的交叉口。该建筑由两个半圆柱形塔楼组合而成，门本身采用拱门的形式。

## 名称
夸特塔之所以得名，是因为它位于通往市中心巴伦西亚主教座堂所在的圣母广场（Plaza de la Virgin）,前往夸尔特德波夫莱特的道路上。

## 历史
夸特塔建于1441-1460年，是由佩雷·邦菲尔（Pere Bonfill）、弗朗西斯克·巴尔多马尔（Francesc Baldomar）和佩雷（Pere Compte）设计，模仿了那不勒斯 的新堡。塔楼经历了西班牙独立战争、西班牙王位继承战争和西班牙内战。
1931年，该建筑公布为西班牙文化财产。

## 建筑
夸特塔的两座塔楼在外侧呈圆柱形，内侧平坦，与多边形的塞拉诺塔（Torres de Serranos）不同。塔顶有一个马鞍平台。防御塔几乎没有任何装饰。圆柱形的外侧光滑，因此很难接近。

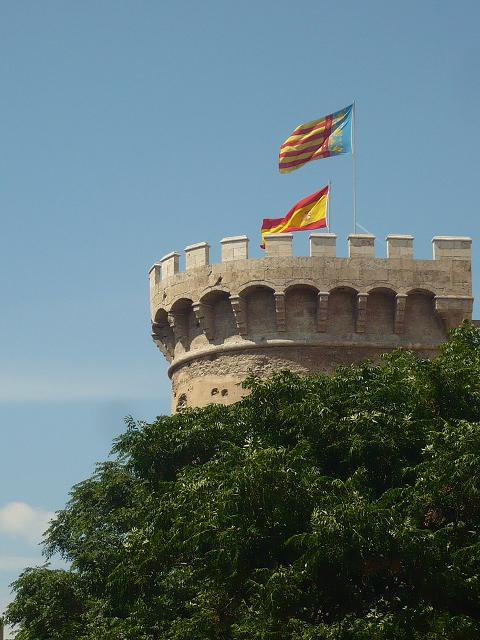
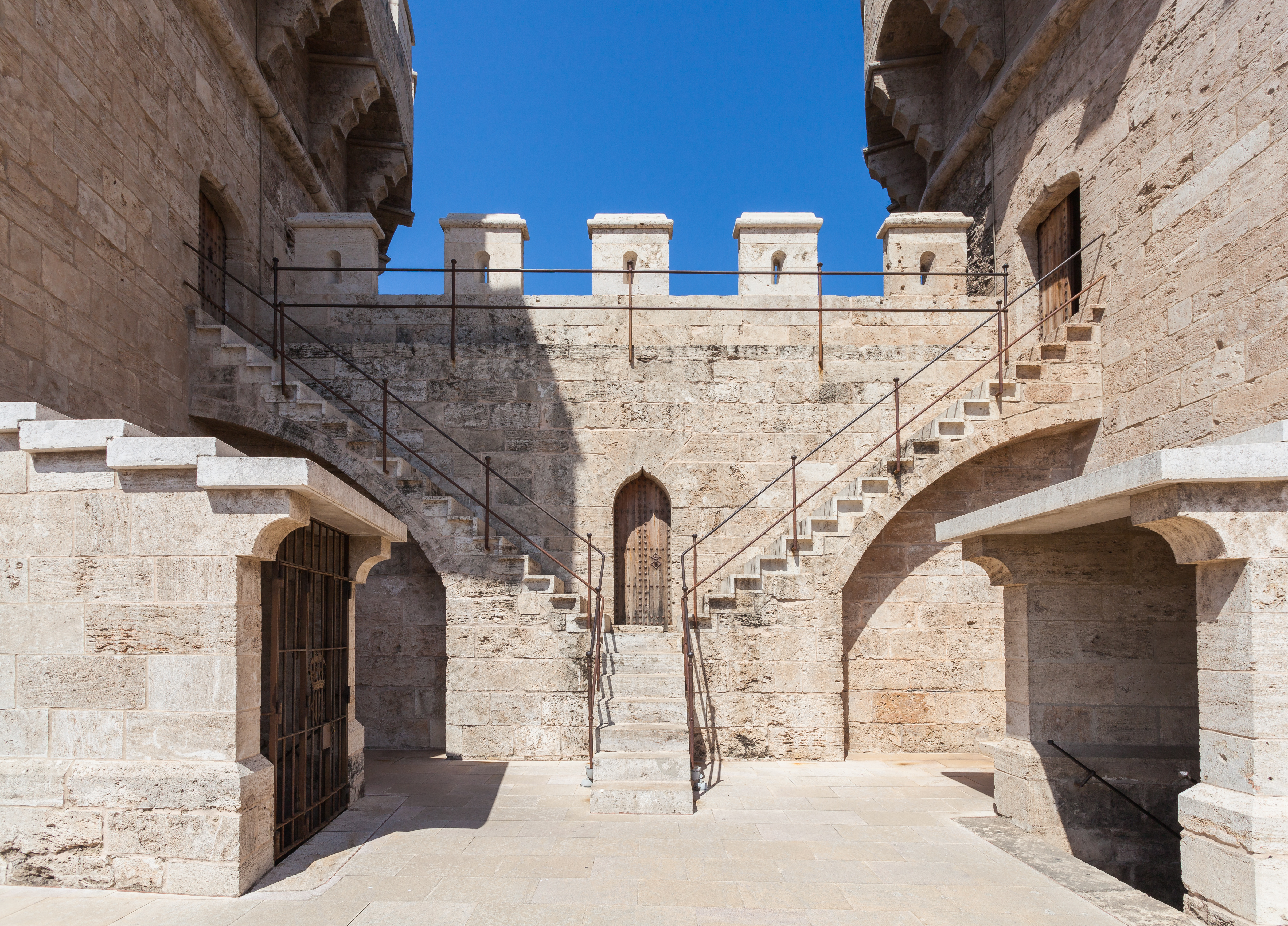
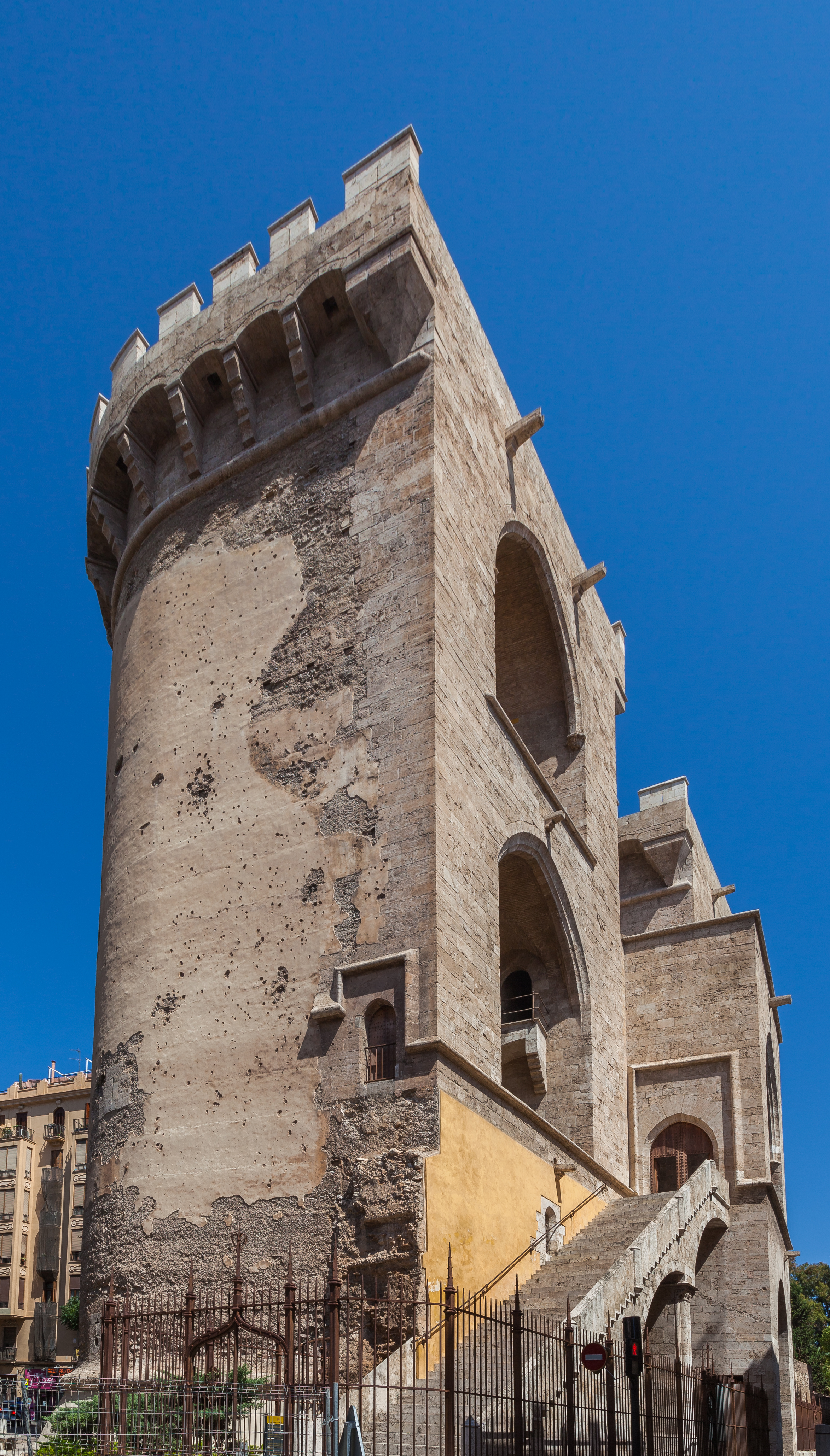
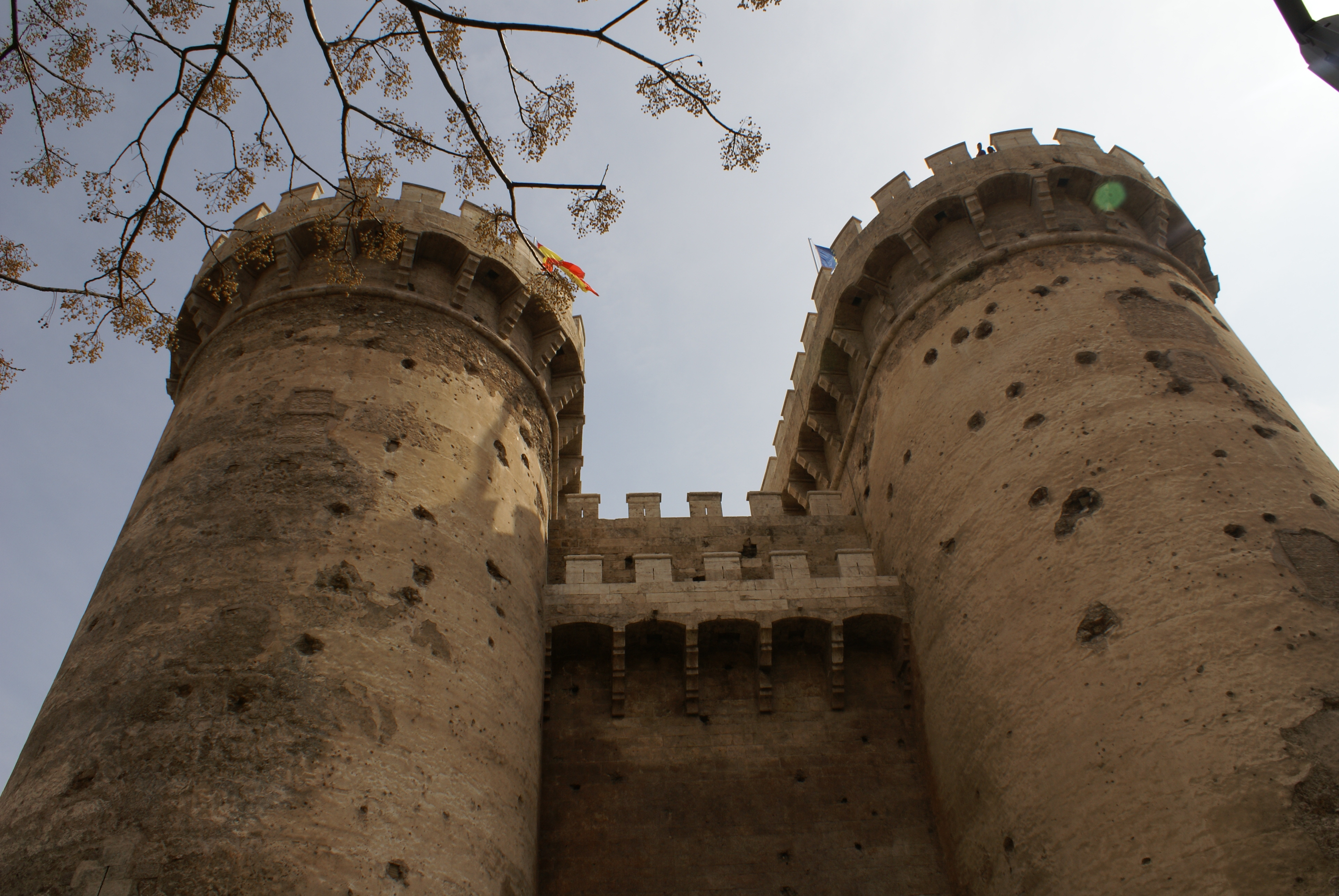

夸特塔的风格是晚期哥特式的，在意大利的几个城市都有类似风格的建筑，比如在热那亚。